# Sœurs de la Providence de saint Gaétan de Thiene
Les sœurs de la Providence de saint Gaétan de Thiene (en latin : Sororum a Providentia S. Caietani a Thiene) sont une congrégation religieuse féminine enseignante et hospitalière de droit pontifical.

## Historique
En 1817, Charles Filaferro (1786-1854), prêtre oratorien, ouvre à Udine une maison pour accueillir, aider et éduquer les filles abandonnées. En 1827, pour organiser l'œuvre, Filaferro demande l'aide de Louis Scrosoppi (1804-1884) lequel confie la direction de la maison à une communauté de neuf enseignantes.
Scrosoppi étend l'activité de l'œuvre pour les jeunes, l'aide aux jeunes chômeurs et l'éducation des sourds-muets. Le 25 décembre 1845 a lieu la cérémonie privée de consécration des premières religieuses que le fondateur place sous la protection de saint Gaétan de Thiene, le saint de la providence.
La congrégation reçoit le décret de louange le 7 février 1862, elle est de nouveau approuvée par le Saint-Siège le 30 septembre 1871, ses constitutions sont définitivement approuvées le 23 septembre 1891.

## Activités et diffusion
Les sœurs de la Providence se consacrent à l'éducation de la jeunesse, aux soins des malades et des personnes âgées et collaborent dans la pastorale paroissiale.
Elles sont présentes en :
- Europe : Italie, Moldavie, Roumanie.
- Amérique : Argentine, Bolivie, Brésil, Uruguay.
- Afrique : Afrique du Sud , Côte-d'Ivoire, Togo.
- Asie : Birmanie, Inde.

La maison généralice est à Rome. 
En 2017, la congrégation comptait 646 sœurs dans 77 maisons.